# Lacul Zăton, Brăila
Lacul Zăton, numit și Japșa Plopilor, este un lac de meandru, cu apă dulce, în formă de potcoavă, format pe un fost curs al Dunării Vechi, localizat în sudul Insulei Mari a Brăilei, pe teritoriul comunei Frecăței în județul Brăila, cu o suprafață de 80 ha, o lungime de 800 m, o lățime de 20-50 m și o adâncime de cca. 3,5 m. În apropiere, la cca. 1 km N-E, se află satul (cătunul) Stoenești, Comuna Frecăței, iar la cca. 3 km S-V se află satul Plopi, Comuna Mărașu.
În Lacul Zăton se poate pescui.